# 冼國林

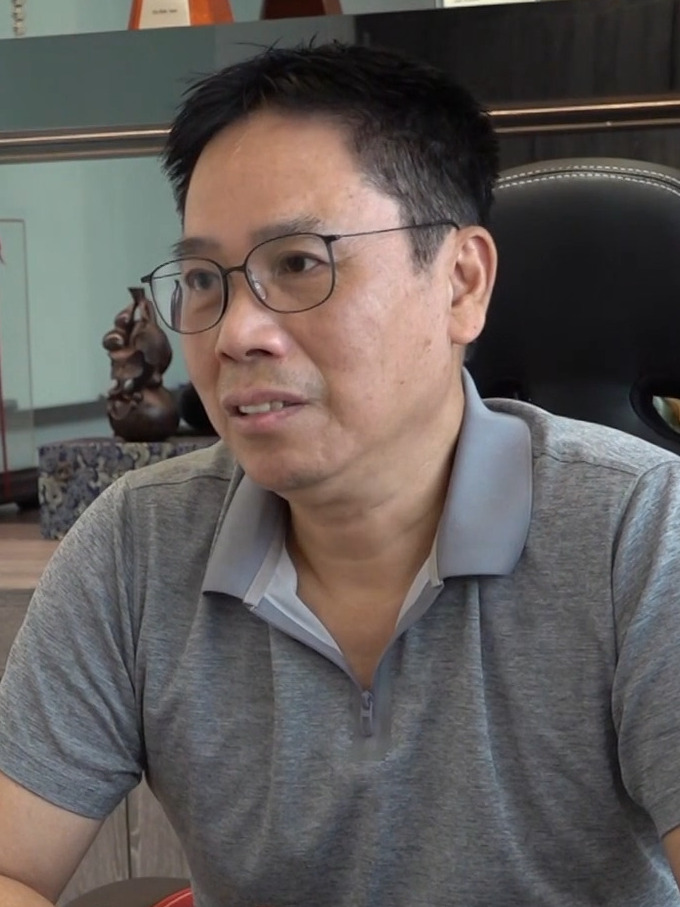
冼國林

冼國林（英語：Sin Kwok-lam，1957年—），香港電影製作人，為電影《葉問前傳》出品人，亦是財經及親中派時事評論員。不過，冼國林本人和旗下公司曾經涉及過不同爭議，亦曾經被揭發散播有利於自身政治立場的虛假資訊，以及被指阻止他人散播刊登於《蘋果日報》，關於其的負面資訊。
2022年1月19日，他透過網絡平台宣布參選第六屆行政長官選舉，但於不足三個月宣布退選。2025年7月21日，冼國林被高等法院頒令破產。

## 背景
冼國林是葉問之子葉準之徒弟、劉家良之徒弟，曾學習太極、洪拳、詠春等。其後，冼國林擔任電影《葉問前傳》出品人。另外，他是亞洲電視前助理副總裁冼偉智的堂哥，藝人王祖藍以及其弟弟王亦藍的舅父，冼杏嫦的兄弟。另外，歌星陳奕迅和他亦有遠房親戚關係。

## 學歷/專業資格
- 西營盤陶淑中學幼稚園部（1963年）[7]
- 英國特許銀行學會會士 (1987年)[8]
- 英國特許公認會計師公會財務及會計文憑（2005年後）[8]
- 美國俄克拉荷馬城大學工商管理碩士（2005年後）[8]
- 英國倫敦大學城市學院法律研究文憑（2005年後）[8]
- 英國曼徹斯特都會大學法律學士（2005年後）[8]

## 現時職務
- 世界詠春聯會主席
- 世界洪拳總會主席

## 上市公司職務
- 中國東方實業集團（港交所：0009）非執行董事（2009－2010）
- 第一信用金融集團（港交所：8215）董事會主席（2011－2018）
- 國藝集團控股（港交所：8228）董事會主席（2010－2018，2019－2021）

## 旗下公司爭議
冼國林旗下的第一信用，曾經捲入「謎網50」事件。事源於有「股壇長毛」之稱的David Webb，於2017年發表一張「50隻不能持有的港股」名單，其中包括第一信用。及後冼國林回應只有股東問題，David Webb「唔識貨」。
另外，冼國林旗下的國藝娛樂，也曾經涉及一宗案件，被廉政公署要求提供資料，協助調查。

## 政治立場及爭議
冼國林為親中派人士，有參與支持全國人大制定港版國安法的聯署，又曾經在財華社集團旗下現代電視批評民主派，指責他們在政府的對選舉參選人的政治審查問題上是偽君子。

### 散播關於多國監管記者制度虛假資訊
冼國林YouTube頻道「冼師傅講場」曾經遭傳真社批評散播虛假資訊。其中冼國林曾經上載影片「假記者充斥，如何杜絕」。冼聲稱世界各地都有監管記者的制度，建議增加監管香港記者。但傳真社發現冼國林描述各國制度有誤。例如英國的UK Press Card Authority並非如冼所說由政府出錢成立、美國紐約市NYPD記者證的申請要求及審查標準與冼所說有別，而且美國有多種形式的記者證明，並非「所有記者證都是由警方發出」。冼稱任何人付50元便可得到記協記者證，但記協網頁已表明只有以新聞工作為主要收入的「正式會員」才能申請記者證。冼又指成立網媒只需1人進行商業登記、只要有1個全職及1個兼職員工便能採訪政府記者會等，說法完全不符事實。

### 散播香港電台6成員工年薪超過80萬虛假資訊
事實查核實驗室於2020年10月發佈就「港台6成員工年薪逾80萬」的事實查核報道，提到有關說法分別來自《堅料網》署名潘翠華的報導，以及冼國林在網上發表之影片。其中冼國林聲稱引用的審計署報告，並未並無提及相關薪酬數據。Factcheck Lab翻查並整理香港電台的開支預算及薪酬統計數據，亦推算發現「港台6成員工年薪逾80萬」的說法不可能成立。

### 錯誤批評法官對「藏有攻擊性武器」定義
冼國林曾經發佈短片提及一宗「藏有攻擊性武器」案件，批評法官曲解條文中「藏有」一詞的意思，改為「展示」攻擊性武器至可以定罪，而屈穎妍和同葛珮帆都有類似的觀點。但事實查核實驗室就查證冼國林有可能將不同案件混為一談，又比較了《公安條例》下「攻擊性武器」的定義，以及香港法院過往裁決，法庭需要證明被告有意圖用有關工具傷人，才能告入，從而證實冼國林發佈誤導內容，而且對法律理解錯誤。

## 其他個人事件及爭議

### 名下公司爭議
冼國林旗下國藝娛樂文化以及第一信用控股，都曾經捲入一些上市公司爭議，被廉政公署要求調查。

### 控告妻子要求取回資產
2021年7月，冼國林入稟法院控告其妻子羅寶兒，之前他要求終止羅寶兒資產受託人的身分，但羅寶兒未有將有關受託資產歸還，而有關資產涉及價值合共近1.4億元。

### 涉嫌在中文維基百科洗白
2021年10月，學術期刊Journal of Computer Information System出版一篇討論管理開放內容眾包平台（Open Content Crowdsourcing Platform）用戶行為的文章，當中就提到一些有利益衝突人士會在這些地方修改內容，並以冼國林作例子，指一些可能和冼國林有關之用戶，在中文維基百科多次刪除對冼國林不利的內容。這些用戶的戶口名亦正是國藝娛樂的英文縮寫，而且亦無修改其他文章的紀錄。文章以whitewashing（洗白）形容這些行為，提到有關編輯已經被回退，並指這些洗白並非恰當做法。

## 電影作品
| 年份 | 片名           | 職務                           |
| 2008 | 葉問           | 出品人                         |
| 2010 | 葉問前傳       | 監製、故事、武術總顧問、出品人 |
| 2011 | 競雄女俠·秋瑾  | 監製、動作顧問、出品人         |
| 2013 | 葉問：終極一戰 | 監製、故事、動作指導、出品人   |
| 2014 | 男人唔可以窮   | 出品人                         |
| 2017 | 我們的6E班     | 導演、編劇、出品人             |

## 相關
- 羅寶兒：冼的妻子[19]
- 冼偉智：冼的堂弟[8]
- 王祖藍：冼的外甥[6][5]
- 徒弟：
  - 廖碧兒
  - 陳嘉桓
- 舊徒弟
  - 杜宇航（因合約糾紛已斷絕關係）[21]